# Vehicle blindat de combat
Un vehicle de combat blindat, conegut per les seves sigles en anglès AFV (armoured fighting vehicle), és un vehicle militar, equipat amb algun tipus de protecció contra atacs hostils i, generalment, amb armes. Els vehicles de combat blindats estan dissenyats per poder moure's en diferents terrenys.
Els vehicles de combat blindat estan classificats depenent de la seva tasca en el camp de batalla i les seves característiques. Aquesta classificació, tanmateix, varia entre els exèrcits de diferents països, assignant un tipus diferent al mateix disseny. Algunes definicions s'encavalquen, com els transports blindats de personal i els vehicles de combat d'infanteria que tenen un paper molt similar.
Alguns dels vehicles de combat blindat reeixits han servit com a base per a la creació d'una família de vehicles especialitzats.

## Classificació

### Tanc
Un tanc és un vehicle d'atac blindat amb tracció d'erugues, dissenyat per enfrontar-se a forces enemigues per foc directe. El tanc principal modern es distingeix per la seva gran capacitat de foc, mobilitat i protecció davant altres vehicles de la seva època. Dissenyat per poder moure's a altes velocitats a camp travessa, les seves necessitats logístiques respecte al combustible, manteniment, munició són altes. Porta el major blindatge que la resta de vehicles del camp de batalla i està armat amb un canó que pot atacar a una varietat d'objectius.

### Transport blindat de personal
Els transports blindats de personal (també conegut com a APC, sigles en anglès Armoured Personnel Carrier) són vehicles de combat lleugerament blindats per transportar infanteria. Generalment només estan armats amb una metralladora, encara que pot tenir variants que utilitzin altres tipus d'armament com morters o míssils antitanc guiats. No estan dissenyats per al combat directe en el camp de batalla sinó per portar la infanteria protegida d'emboscades i la metralla. Existeixen dissenys amb tracció de rodes i d'erugues.

### Vehicle de combat d'infanteria
Els vehicles de combat d'infanteria (també conegut com a IFV, sigles en anglès Infantry Fighting Vehicle) són transports per a infanteria ben armats. Es diferencien dels transports blindats de personal en qui permeten a la tropa disparar des de l'interior del vehicle, a més de tenir un blindatge i armament major. Tanmateix, la línia diferenciadora entre aquestes dues classes sol ser relativa. La majoria dels vehicles d'infanteria tenen tracció a erugues, encara que existeixen dissenys amb rodes.

### Artilleria autopropulsada
Algunes peces d'artilleria tenen integrades el seu propi sistema de transport en un xassís blindat de tracció a erugues o rodes. Això li permet mantenir-se junt amb les unitats mecanitzades i donar-los protecció contra atacs d'artilleria enemiga. Com l'artilleria remolcada, una bateria d'artilleria autopropulsada pot situar-se en una posició segura per realitzar els trets, però amb l'avantatge de poder traslladar-se amb major velocitat.

### Canó d'assalt
Un canó d'assalt és una peça d'artilleria autopropulsada dissenyat per a atac directe i el suport de la infanteria. Utilitzen per a això un canó de calibres grans que pot disparar projectils d'alt explosiu, efectius contra fortificacions i tropes atrinxerades.

### Caçatancs
Un caçatancs, o destructor de tancs, és un canó antitancs autopropulsat que proporciona suport antitancs a la infanteria o a les unitats blindades en operacions de defensa o retirada. Solen portar un canó antitanc d'alta velocitat o un llançamíssils antitanc (ATGM).
Els caçatancs no tenen la versatilitat dels tancs: són menys flexibles, i generalment no tenen capacitat contra infanteria. Tanmateix, són més barats de fabricar, mantenir i subministrar que els tancs.
Els destructors de tancs de canó utilitzats durant la II Guerra Mundial han estat substituïts pels tancs, però s'utilitzen vehicles més lleugers armats amb míssils per a suport en llarga distància i com a reemplaçament dels tancs en unitats lleugeres o aerotransportaes.

### Tanqueta
Una tanqueta és un vehicle blindat petit amb una tripulació d'un o dos membres, similar a un tanc, però per a propòsits de reconeixement i suport d'infanteria. La majoria no tenen una torreta i només estan armats amb una o dues metralladores. El disseny de les tanquetes va aparèixer en els anys 1930 però abandonat per la seva vulnerabilitat a les armes antitanc i la seva limitada utilitat.

### Altres vehicles
- Aerosan
- Artilleria antiaèria autopropulsada
- Automòbil blindat
- Camió militar
- Tren blindat

#### Vehicles de suport
- Vehicle enginyer de combat (CEV, Combat Engineering Vehicle)
- Vehicle blindat de recuperació (ARV, Armoured Recovery Vehicle)

#### Vehicles no blindats
- Tatxanka, utilitzat durant la Guerra Civil Russa.
- Katiúixa, llançamíssils múltiple soviètic utilitzat durant la Segona Guerra Mundial.